# Pierre Nicole
Nicole Pierre (19. října 1625 Chartres – 16. listopadu 1695 Paříž) byl francouzský jansenistický teolog. Byl činný v opatství Port-Royal, kde působil jako učitel. S Antoinem Arnauldem napsal kurs logiky La logique ou l'art de penser (1662, Logika neboli umění mysliti), která měla význam pro propagaci vědeckého myšlení, a jiné spisy (výbor z poezie a j.).